# I Don't Want to Grow Up
I Don't Want to Grow Up est un album du groupe punk Descendents, sorti en 1985

## Liste des pistes
1. "Descendents"  – 1:44
2. "I Don't Want to Grow Up"  – 1:21
3. "Pervert"  – 1:47
4. "Rockstar"  – 0:37
5. "No FB"  – 0:36
6. "Can't Go Back"  – 1:44
7. "GCF"  – 2:00
8. "My World"  – 3:29
9. "Theme"  – 2:14
10. "Silly Girl"  – 2:25
11. "In Love This Way"  – 2:32
12. "Christmas Vacation"  – 2:39
13. "Good Good Things"  – 2:22
14. "Ace"  – 3:56

## Artistes
- Tony Lombardo : Basse
- Bill Stevenson : Batterie
- Milo Aukerman : Chant
- Ray Cooper : Guitare pour toutes les pistes sauf 2, 4, et 5
- Frank Navetta : Guitare pour les pistes 2, 4, et 5